# Janis Joplin
Janis Lyn Joplin (Port Arthur, 19 de janeiro de 1943 – Los Angeles, 4 de outubro de 1970) foi uma cantora, compositora e multi-instrumentista norte-americana. É considerada a "Rainha do Rock and Roll", "a maior cantora de rock dos anos 1960" e "a maior cantora de blues e soul da sua geração". Ela alcançou proeminência no fim dos anos 1960, como vocalista da Big Brother and the Holding Company, e posteriormente como artista solo, acompanhada de suas bandas de suporte: a Kozmic Blues e a Full Tilt Boogie. A revista Rolling Stone a considerou entre os 100 maiores artistas de todos os tempos.
Influenciada por grandes nomes do jazz e do blues, como Aretha Franklin, Billie Holiday, Etta James, Big Mama Thornton, Odetta, Leadbelly e Bessie Smith, Janis fez de sua voz potente e metálica, ao mesmo tempo suave, a sua característica mais conhecida, tornando-se um dos ícones mundiais do rock psicodélico, marcando a geração dos anos 1960. Todavia, seu vício em drogas e álcool encurtou sua carreira. Morreu em 1970, no auge do sucesso, após uma overdose de heroína e álcool, aos 27 anos, sendo incluída na lista do Clube dos 27, que reúne todos os músicos que morreram com essa idade. Com uma trajetória pessoal e profissional demasiadamente curta, mas vivida intensamente, Janis deixou seu poderoso legado musical, tendo lançado quatro álbuns: Big Brother and the Holding Company (1967), Cheap Thrills (1968), I Got Dem Ol' Kozmic Blues Again Mama! (1969) e o póstumo Pearl (1971), que foi o último álbum com participação direta da cantora.

## Biografia e Carreira
Janis nasceu e cresceu na pequena cidade de Port Arthur, no Texas, Estados Unidos. Apesar de ser oriunda de uma família tradicional, conservadora e religiosa, a jovem cresceu ouvindo escondida dos pais diversos músicos de blues, seu ritmo favorito, tais como Bessie Smith, Leadbelly e Big Mama Thornton. Por imposição da família, passou a infância e a adolescência cantando no coro da igreja local. Joplin concluiu o curso secundário na Jefferson High School, em Port Arthur, no ano de 1960, e foi aprovada no curso de artes visuais na Universidade do Texas, na cidade de Austin. A jovem foi viver em uma república de estudantes. Nos fins de semana, por insistência de um grupo fixo de amigos que elogiavam sua voz, levaram-na a um pub onde incentivaram-na a cantar em um karaokê. Após beber, conseguiu ficar menos tímida e obteve um bom desempenho. A partir daí, uniu-se com estes amigos, formando uma pequena banda na qual Janis começou a cantar blues e folk com amigos em bares da região.

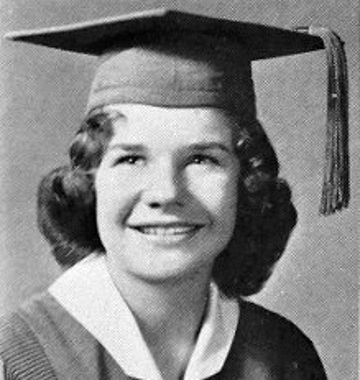
Janis Joplin formada do ensino médio em 1960.

Janis sofreu muito bullying no colegial e na universidade, devido a seu sobrepeso, acnes, vestuário e sua grande timidez, o que a levou a desenvolver depressão e bulimia. Querendo romper com tanto sofrimento, passou a cultivar uma atitude rebelde, passando a usar anfetaminas, cannabis, álcool e cigarros, a fim de esquecer seus problemas e principalmente emagrecer rapidamente, o que conseguiu. Passou a se vestir como os poetas da geração beat. Desistindo da universidade e dedicando-se a música, mudou-se do Texas para San Francisco, em 1963. Passou a morar sozinha em um apartamento alugado no bairro de North Beach. Ali começou a trabalhar como cantora de folk em boates. Nessa época, Janis intensificou o uso de drogas, e passou a usar cocaína, LSD e heroína, a qual injetava, e também as misturava com bebidas alcoólicas, especialmente o Southern Comfort, sua bebida favorita, que era uma marca de licor à base de álcool, frutas, especiarias e uísque. Nesta época, assumiu-se publicamente como bissexual, mantendo relacionamentos amorosos muito conturbados. Em 1968, no auge de sua carreira, engravidou, mas não tinha certeza da paternidade, e por conta desses fatores, optou em fazer um aborto em uma clínica clandestina em Tijuana, no México. No mesmo dia voltou aos Estados Unidos. Após três dias sentindo-se mal, desmaiou dentro de seu camarim enquanto se preparava para um show. Ao acordar, percebeu estar sofrendo uma forte hemorragia. Ficou internada por três semanas, tendo que fazer curetagem, devido ao aborto mal feito, que quase a matou. A partir daí passou a usar DIU. O aborto, por ser crime em seu país natal, lhe daria pena de prisão, mas Janis pagou uma grande multa para não ir presa. A artista precisou ficar um mês de repouso, onde os amigos da banda que cuidaram dela.
Em entrevistas revelou que ter feito um aborto lhe causou um profundo arrependimento, e que isto piorou seu quadro depressivo, e a fez desenvolver uma disfunção psicológica chamada de transtorno de estresse pós-traumático. A partir deste evento, passou a utilizar benzodiazepínicos para tratar a ansiedade e insônia que desenvolveu. A partir desta época, o uso de drogas começou a se tornar incontrolável, o que começou a arruinar sua saúde física e psicológica, a levando a uma profunda depressão, e diversas tentativas de suicídio.

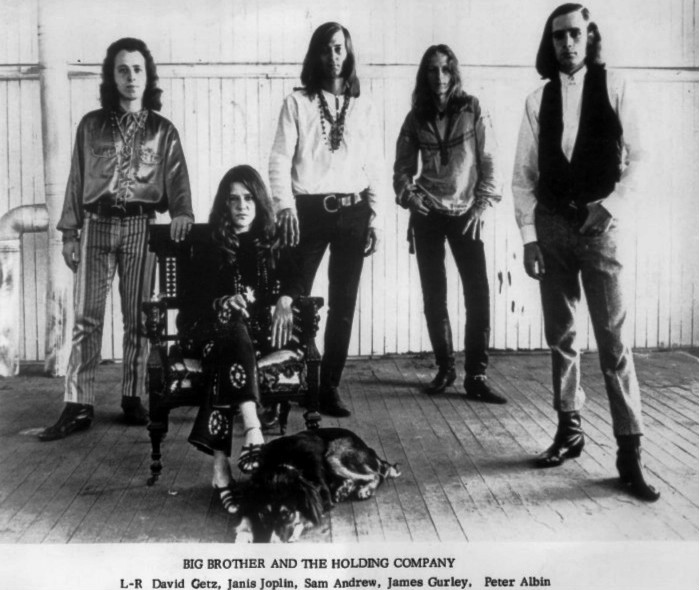
Big Brother and the Holding Company (c. 1966-1967).

A artista voltou a sua cidade natal, Port Arthur, em 1966, para tentar se reaproximar de sua família, com quem não mantinha contato, já que a rejeitavam, por não aceitarem sua profissão e sua rebeldia. Sem conseguir chegar a um acordo com eles, se hospedou em um hotel. Na cidade, chegou a se internar em uma clínica de reabilitação para recuperar-se do vício das drogas, mas ela decidiu voltar para San Francisco após algumas semanas, um pouco melhor e mais tranquila. Nesta época, seu interesse por cantar blues a aproximou do grupo Big Brother & The Holding Company, que estava ganhando algum destaque entre a nascente comunidade hippie em Haight-Ashbury. A banda assinou um contrato com o selo independente Mainstream Records e gravou um álbum, em 1967. Entretanto, a falta de sucesso de seus primeiros singles fez com que o álbum fosse retido até seu sucesso posterior.
O auge da banda foi a sua participação no Festival Pop de Monterey, com uma versão da canção "Ball and Chain" e os marcantes vocais de Janis. O álbum seguinte da banda, Cheap Thrills, de 1968, fez a fama de Janis: foi seu álbum de maior sucesso. Continha a canção Piece of my heart, que atingiu o 1º lugar nas paradas da revista Billboard e se manteve na posição durante oito semanas não consecutivas.

## Documentário

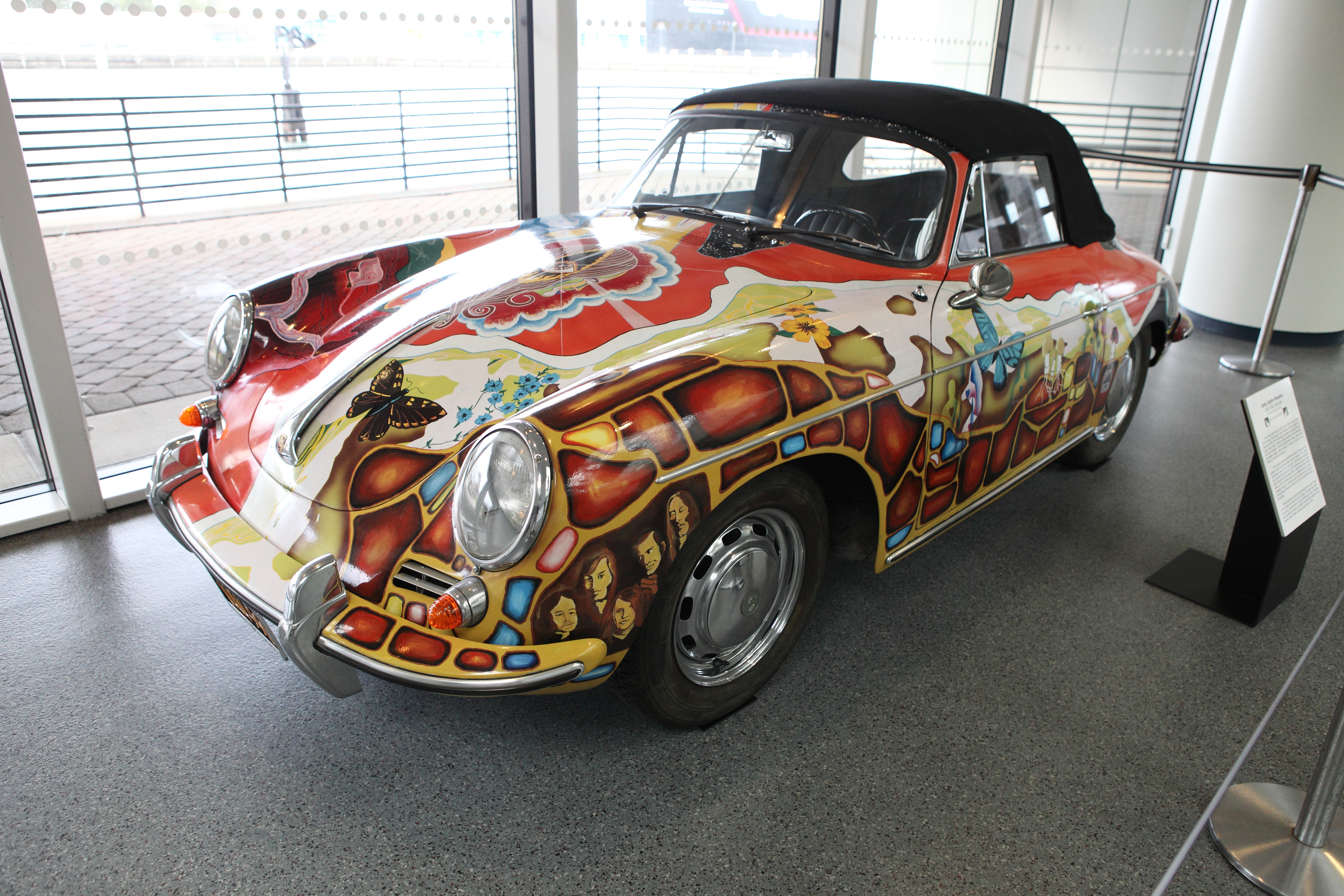
Porsche 356 que pertenceu a Janis Joplin.

O documentário Janis: Little Girl Blue, lançado em 2016, com direção de Amy Berg, pretende retratar a artista a partir de um olhar íntimo e revelador a respeito de suas escolhas artísticas e pessoais.
Além dos fragmentos de entrevistas e aparições nos festivais de Monterey e em Woodstock – já vistos em “Janis”, de Howard Alk, lançado 1974 inteiramente com imagens de arquivo, o filme tem outras gravações inéditas, incluindo registros do famoso documentarista D.A. Pennebaker feitos para “Monterey Pop”, de 1968, e entrevistas atuais. A diretora Amy Berg, que fez um trabalho de recuperação de cartas escritas pela própria cantora, levou sete anos para reunir o material.

## Brasil

Janis Joplin durante o carnaval do Rio de Janeiro em fevereiro de 1970.

Janis Joplin esteve no Brasil em fevereiro de 1970, para participar do carnaval, e também na tentativa de se internar em uma clínica e se livrar do vício em drogas. Ela estava de férias, e foi acompanhada por sua amiga, a estilista Linda Gravenites, que havia desenhado figurinos da cantora de 1967 a 1969. Joplin ficou por dez dias em uma clínica, tendo diminuído consideravelmente seu uso. Na praia, ela foi cortejada por um turista norte-americano chamado David George Niehaus, que estava viajando a passeio no Rio de Janeiro. A biografia de Joplin, escrita por sua irmã Laura disse: "David era um garoto de classe média alta de Cincinnati, que havia estudado comunicação em Notre Dame. ... tinha se juntado ao corpo de paz após a faculdade e trabalhou em uma pequena aldeia na Turquia. ... Ele havia tentado a faculdade de Direito, mas quando conheceu Janis ele estava dando um tempo".
Niehaus e Joplin foram fotografados pela imprensa no Carnaval do Rio de Janeiro. Janis e David namoraram por dois meses. Eles viajaram por todo o Brasil juntos. Neste período Janis estava sofrendo de insuficiência respiratória e insônia, pois havia largado todas as drogas. Já vinha tentando parar há alguns meses, sem muito sucesso, decidindo largá-las, pois queria se casar com este novo amor. De volta a Los Angeles em março daquele ano, ambos continuaram o relacionamento. Após dois meses juntos, Janis, em um show para grande público realizado em San Francisco, teve uma recaída no uso de drogas, ficando muito agressiva. A relação de ambos terminou de forma violenta, quando Janis, com ciúmes possessivo, quebrou uma garrafa de vodka na cabeça de David, que sofreu cortes nas mãos, ao tentar se proteger. Ele decidiu terminar de vez a relação, e viajar o mundo. Janis teve uma grande crise depressiva, cortando os pulsos. Após sair do hospital, intensificou o uso de drogas, e compôs um de seus maiores sucessos: Maybe, uma das músicas que a consagrou mundialmente. Tentando se livrar do vício, voltou a frequentar psicoterapia por alguns meses, diminuindo um pouco suas doses diárias de uso, mas desistiu da terapia um mês antes de sua morte.

## Morte

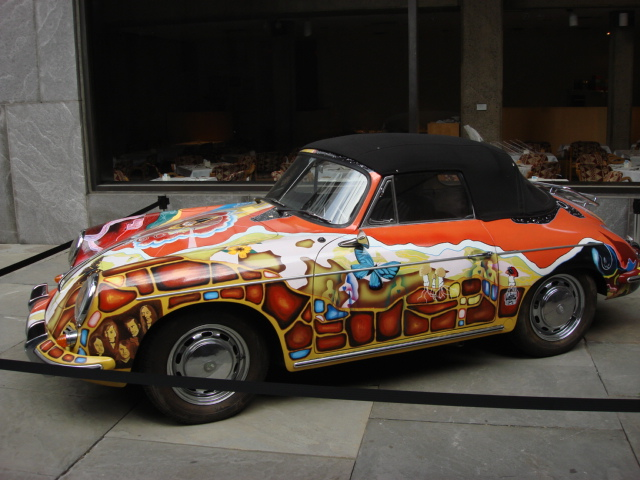
Janis Joplin's Porsche 356 convertible.

Janis estava no auge do seu sucesso, com uma carreira em ascensão. Apesar das polêmicas com a troca das bandas musicais, mantinha-se no topo das paradas de sucesso. Janis havia retomado há poucas semanas seu relacionamento com David, quando decidiram ficar noivos e morar juntos na casa dela. O relacionamento ficou abalado em abril, quando ele descobriu que ela havia voltado a injetar heroína após um mês sem uso, mas a relação terminou de vez em maio de 1970, quando ele a flagrou traindo-o com a ex-namorada dela, Cassandra. Arrependida, Janis pediu para ele a perdoar, mas ele não quis. Abalada e sentindo-se sozinha, ela entrou em profunda depressão, mas decidiu não ceder aos seus vícios. Separou-se de Cassandra, que também era usuária de heroína. Queria evitar contato com ela para não recair no vício. Voltou a fazer acompanhamento psicoterápico e se sentia bem. Passou a cuidar-se com psiquiatras e a tomar o medicamento metadona para ficar livre da dependência em heroína, a droga que utilizou por mais tempo e em maior quantidade.
Em tratamento, a artista ficou sem usar drogas de maio até três semanas antes da data de seu falecimento. Neste período de cinco meses, apenas fumava cigarros e bebia moderadamente. Nesta época não quis manter nenhum compromisso sério. Estava focada em sua carreira. Ela manteve relacionamentos eventuais com atores e cantores da época, dentre eles com o astro Jimi Hendrix, também morto naquele ano.
No dia 3 de outubro de 1970, Janis visitou o estúdio Sunset Sound Recorders, em Los Angeles, na Califórnia, para ouvir o instrumental da canção de Nick Gravenite, Buried Alive in the Blues. A gravação dos vocais de Janis estava agendada para o dia seguinte. À noite, foi para o hotel, onde bebeu muito e teve uma recaída no uso de heroína. 
No dia das gravações, 4 de outubro, não apareceu no estúdio. Após dezoito horas de seu desaparecimento, John Cooke, empresário da banda, foi até o hotel, arrombou a porta do quarto, onde a encontrou morta, vítima de overdose de heroína e álcool. Janis estava caída aos pés da cama, com a boca sangrando, pois antes da queda ao chão, havia batido na cômoda. O laudo cadavérico confirmou que a posição de seu falecimento contribuiu para a morte iminente, o que é chamado de asfixia postural, impedindo rapidamente de o oxigênio chegar ao cérebro. Na autópsia, descobriu-se que a cantora estava há um mês sem tomar metadona, o que contribuiu para seu retorno ao vício, e que a heroína por ela consumida possuía índice de pureza acima do normal, que em pequenas doses atinge rapidamente o cérebro. Esta pureza anormal deflagra um erro acidental na hora de preparar a substância para ser vendida. 
O laudo médico concluiu morte por overdose, e que haviam marcas de agulha no braço esquerdo em processo de cicatrização, sugerindo que ela vinha utilizando heroína há pelo menos três semanas.
Seu corpo foi cremado e as cinzas foram espalhadas no Oceano Pacífico. Deixou três mil dólares em seu testamento, onde pedia para seus amigos darem uma grande festa no dia de sua morte, não querendo vê-los triste, e os mesmos fizeram, e o evento saiu na imprensa mundial.

## Discografia

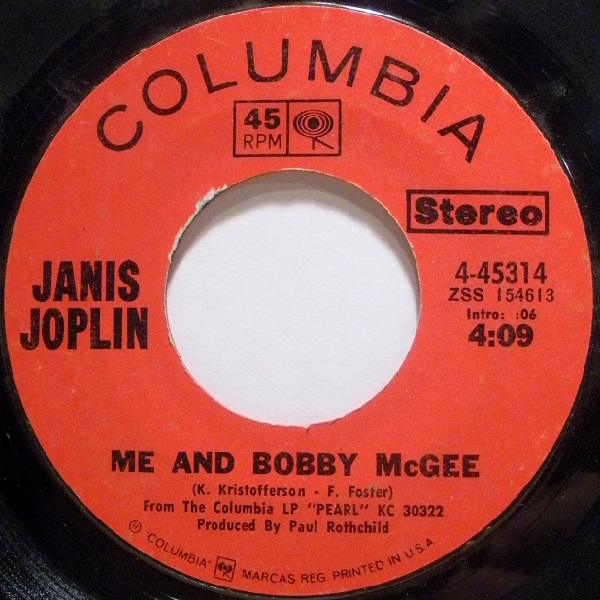
Me and Bobby McGee.

Com o Big Brother and the Holding Company
- Big Brother & the Holding Company - 1967
- Cheap Thrills - 1968
- Live at Winterland '68 - 1999

Kozmic Blues Band
- I Got Dem Ol' Kozmic Blues Again Mama! - 1969

Full Tilt Boogie Band
- Pearl - 1971

Big Brother and the Holding Company / Full Tilt Boogie Band
- Joplin: In Concert - 1972

#### Big Brother and the Holding Company
| Título                              | Lançamento | Gravadora                     | Obs                                                         |
| ----------------------------------- | ---------- | ----------------------------- | ----------------------------------------------------------- |
| Big Brother and the Holding Company | 1967       | Mainstream Records / Columbia | Re-released 1967 by Columbia with two extra tracks          |
| Cheap Thrills                       | 1968       | Columbia                      | 2x Multi-Platinum Recording Industry Association of America |
| Live at Winterland '68              | 1998       | Columbia Legacy               | Posthumous release of live material                         |
| Live at the Carousel Ballroom 1968  | 2012       | Legacy Recordings             | Posthumous release of live material                         |

#### Kozmic Blues Band
| Título                                 | Lançamento | Gravadora         | Obs                                 |
| -------------------------------------- | ---------- | ----------------- | ----------------------------------- |
| I Got Dem Ol' Kozmic Blues Again Mama! | 1969       | Columbia          | Platinum RIAA                       |
| The Woodstock Experience               | 2009       | Legacy Recordings | Posthumous release of live material |

#### Full Tilt Boogie Band
| Título | Lançamento | Gravadora | Obs                                |
| ------ | ---------- | --------- | ---------------------------------- |
| Pearl  | 1971       | Columbia  | posthumous, 4x Multi-Platinum RIAA |

#### Big Brother & the Holding Company / Full Tilt Boogie
| Título     | Lançamento | Gravadora      | Obs                                 |
| ---------- | ---------- | -------------- | ----------------------------------- |
| In Concert | 1972       | Legacy CK65786 | Posthumous release of live material |

#### Coleções Póstumas
| Título                             | Lançamento | Gravadora        | Notas                                                                                  | Certificados      |
| ---------------------------------- | ---------- | ---------------- | -------------------------------------------------------------------------------------- | ----------------- |
| Janis Joplin's Greatest Hits       | 1973       | Columbia         | ASIN B00000K2W1, 9x Multi-Platinum RIAA                                                | - US:9x Platinum  |
| Janis                              | 1975       | CBS              | 2 discs, Gold RIAA                                                                     |                   |
| Wicked Woman                       | 1976       | Memory Records   | 1970 Harvard Stadium recording                                                         |                   |
| Anthology                          | 1980       | CBS              | 2 discs; Europe only                                                                   |                   |
| Farewell Song                      | 1982       | Columbia Records | ASIN B000W44S8E                                                                        |                   |
| Cheaper Thrills                    | 1984       | Fan Club         | ASIN B000LYA9X8                                                                        |                   |
| Janis                              | 1993       | Columbia Legacy  | 3 discs – ASIN B00000286P                                                              | - US: Gold        |
| 18 Essential Songs                 | 1995       | Columbia Legacy  | ASIN B000002B1A, Gold RIAA                                                             | - US: 2x Platinum |
| This Is Janis Joplin               | 1995       |                  | Produced by James Gurley                                                               | - US: Gold        |
| Live at Woodstock: August 19, 1969 | 1999       |                  |                                                                                        |                   |
| Box of Pearls                      | 1999       | Sony Legacy      | 5 Discs (the 4 albums plus disc of rarities: Rare Pearls) – ASIN B0009YNSK6            |                   |
| Super Hits                         | 2000       | Sony             | ASIN B00004T1E6                                                                        | - US: Gold        |
| Love, Janis                        | 2001       | Columbia         | Musical soundtrack                                                                     |                   |
| Essential Janis Joplin             | 2003       | Sony             | ASIN B00007MB6Y                                                                        |                   |
| The Collection                     | 2004       | Columbia Legacy  | 3 discs, ASIN B000BM6ATW; the three studio albums released 1968–1971 plus bonus tracks |                   |
| Very Best of Janis Joplin          | 2007       | Columbia         | ASIN B000026A35; Europe only                                                           |                   |
| The Lost Tapes                     | 2008       | Airline          | 2-disc set                                                                             |                   |
| Move Over!                         | 2011       | Columbia/Legacy  | Record Store Day release                                                               |                   |
| Blow All My Blues Away             | 2012       |                  | 9-disc set                                                                             |                   |
| The Pearl Sessions                 | 2012       | Columbia         | 2-disc set                                                                             |                   |